# استبضاع
استبضاع (به عربی: نكاح الاستبضاع) یکی از کارهایی که اعراب در زمان پیش از اسلام یا زمان جاهلیت انجام می‌دادند.

## تعریف درلغت نامه دهخدا
استبضاع . [اِ ت ِ] (ع مص) بضاعت ساختن. (منتهی الارب). سرمایه کردن مالی را. || آخریان فادادن. (تاج المصادر بیهقی). || نوعی از نکاح جاهلیت و ذلک ان تطلب المراءةمباشرة الرّجل لتنال منه الولد. (از منتهی الارب).

## ازدواج استبضاع
در استبضاع، مردی همسر خود را در اختیار مردی که شجاعت، قدرت یا صفت پسندیده دیگری داشت قرار می‌داد و تا وقتی که همسرش از آن مرد باردار نمی‌شد، از او کناره‌گیری می‌کرد.